# هاري فريمان
هاري فريمان (بالإنجليزية: Harry Freeman)‏ (4 نوفمبر 1918 بإنجلترا في المملكة المتحدة - 19 مارس 1997) هو لاعب كرة قدم بريطاني (وحمل سابقاً جنسية المملكة المتحدة لبريطانيا العظمى وأيرلندا) في مركز الدفاع. لعب مع نادي فولهام وأشفورد يونايتد ‏.